# Cedrowice
Pour l’article homonyme, voir Cedrowice-Parcela.
Cedrowice est une localité polonaise de la gmina d'Ozorków, située dans le powiat de Zgierz en voïvodie de Łódź.